# Amy McGrath
Amy Melinda McGrath (Cincinnati, 3 de junio de 1975) es una política estadounidense, ex-piloto de combate del Cuerpo de Marines de los Estados Unidos y candidata al Senado de los Estados Unidos por Kentucky. McGrath fue la primera mujer en volar una misión de combate para la Infantería de Marina, así como la primera en pilotar el F/ A-18 en una misión de combate. Durante sus 20 años de servicio en la Infantería de Marina, McGrath voló 89 misiones de combate contra Al-Qaeda y los talibanes. Hacia el final de su servicio, McGrath trabajó a nivel nacional como asesora política, oficial de enlace e instructora en la Academia Naval de los Estados Unidos.
Después de su retiro del servicio militar en 2017, McGrath ingresó a la política. Fue la candidata demócrata para el sexto distrito congresional de Kentucky en las elecciones de 2018, perdiendo ante el actual republicano Andy Barr por un margen de 51% a 47,8 %. En julio de 2019, anunció su campaña para el Senado de los Estados Unidos en las elecciones de 2020, desafiando al titular Mitch McConnell. En una reñida primaria, McGrath derrotó al representante estatal Charles Booker para obtener la nominación del Partido Demócrata.

## Primeros años y educación
McGrath nació en Cincinnati, Ohio. Creció en Edgewood, Kentucky, a las afueras de Covington, la menor de tres hermanos. Su padre, Donald McGrath, era profesor de secundaria y enseñó en Cincinnati durante 40 años. Su madre, Marianne McGrath, es psiquiatra y fue una de las primeras mujeres en graduarse de la facultad de medicina de la Universidad de Kentucky .
McGrath se graduó en 1994 de la Academia Notre Dame en Park Hills, Kentucky, donde jugó fútbol, baloncesto y béisbol universitarios, y fue capitana del equipo de fútbol en su último año. En su último año, recibió un nombramiento en la Academia Naval de los Estados Unidos, el mismo año en que el Congreso levantó la Política de Exclusión de Combate que prohibía a las mujeres convertirse en pilotos de combate.
En 1997, McGrath se graduó en la Academia naval de los Estados Unidos con una licenciatura en ciencia política. Mientras estuvo allí, McGrath fue la directora estudiantil de la Conferencia de Asuntos Exteriores de la Academia Naval. También fue miembro del primer equipo de fútbol universitario femenino de la Academia.
McGrath recibió un certificado de posgrado en estudios legislativos de la Universidad de Georgetown en 2011. En 2014, obtuvo una maestría en estudios de seguridad internacional y global de la Universidad Johns Hopkins.

## Carrera militar

### Entrenamiento y pre despliegue (1997-2002)
Después de graduarse de la Academia Naval, a la edad de 21 años McGrath fue comisionada como teniente segunda de la Infantería de marina. En 1999, completó la escuela de vuelo y comenzó su carrera como Oficial de Sistemas de Armas (WSO), coordinando armas, incluidos misiles aire-aire AIM-120 AMRAAM y AIM-9 Sidewinder guiados por infrarrojos. Fue asignada al Escuadrón de Ataque de Cazas Marinos para Todo Clima 121. Cuando McGrath y su colega piloto de la Marina Jaden Kim se unieron al VMFA-121, se convirtieron en las primeras mujeres aviadoras en unirse al escuadrón.  Durante este mismo tiempo, McGrath también formó parte del Escuadrón 101 de Entrenamiento de Ataque de Combate Marino.

### Servicio en el extranjero (2002-2011)
En marzo de 2002, McGrath fue enviada a Manas, Kirguistán, para un período de servicio de seis meses, durante el cual voló 51 misiones de combate en un F/A-18D en la Operación Libertad Duradera en Afganistán. Fue la primera mujer en volar una misión de combate en el Cuerpo de Marines de los Estados Unidos. En enero de 2003, estacionada en Kuwait, McGrath voló en apoyo de la Operación Libertad Iraquí en Irak, donde brindó apoyo aéreo a las tropas terrestres y realizó reconocimiento y ataques aéreos.
Después de ser ascendida a capitana, McGrath completó la escuela de vuelo en 2004 y se convirtió en piloto. Durante 2005 y 2006, fue desplegada en un segundo período de servicio en Afganistán con el Escuadrón 121.  Durante este tiempo, se convirtió en la primera mujer en volar en un F/A-18 en combate para el Cuerpo de Marines de EE. UU. En 2007, fue ascendida de capitana a mayor. De 2007 a 2009, fue enviada al este de Asia. Durante este mismo tiempo, McGrath también formó parte del Escuadrón de Combate 106. En 2010, realizó una segunda gira en Afganistán con el tercer ala de aviones marinos en la provincia de Helmand. 
Durante su carrera militar, McGrath voló más de 2.000 horas de vuelo en más de 85 misiones de combate. También voló en ejercicios en Estados Unidos, Egipto, Australia, Corea y Japón.

### Regreso a los Estados Unidos (2011-2017)
En 2011, McGrath regresó a los Estados Unidos y fue asignada como pasante del Congreso para la oficina de la Representante Susan Davis en Washington D. C., como asesora en defensa y asuntos exteriores durante un año. Davis fue presidenta y miembro de alto rango del Subcomité de Personal Militar del Comité de Servicios Armados de la Cámara.
De 2012 a 2014, McGrath trabajó en la sede del Cuerpo de Marines en el Pentágono, omo enlace del Cuerpo de Marines con el Departamento de Estado y la Agencia de los Estados Unidos para el Desarrollo Internacional.
De 2014 a 2017, McGrath enseñó como instructora senior de ciencia política en la Academia Naval de los Estados Unidos.
Después de alcanzar su marca de servicio de 20 años, McGrath se retiró de las fuerzas armadas el 1 de junio de 2017, con el rango de teniente coronel.

## Campaña al Congreso de los Estados Unidos de 2018
El 1 de agosto de 2017, McGrath anunció que se postulaba para la Cámara de Representantes de los Estados Unidos desde el sexto distrito congresional de Kentucky como demócrata en las elecciones de 2018 contra el representante en funciones Andy Barr, un republicano. El video del anuncio de la campaña de McGrath atrajo la atención nacional.
McGrath dijo que vio al exrepresentante Ben Chandler, el predecesor demócrata de Barr, hablar en la Academia Naval, y que se acercó a él en busca de ayuda cuando comenzó a considerar postularse para las elecciones.
En respuesta a las preocupaciones de que ella no representaría bien a los votantes rurales, McGrath estableció varias oficinas de campo en áreas menos pobladas de Kentucky para llegar a los votantes rurales. El Comité de Campaña del Congreso Demócrata (DCCC) apoyó al oponente de McGrath en las primarias. McGrath fue respaldado por el representante Seth Moulton, la senadora Kirsten Gillibrand, VoteVets.org, un comité de acción política para veteranos (PAC), y With Honor, un PAC para veteranos.
McGrath ganó las primarias del Partido Demócrata el 22 de mayo de 2018. Ella derrotó a Jim Gray, el alcalde de Lexington, y una figura muy conocida que fue una de las primeras personas de Kentucky abiertamente homosexuales elegidas para un cargo público. Ganó los 18 condados rurales del distrito con la excepción del condado de Fayette. Después de la victoria, Gray respaldó a McGrath, al igual que el DCCC a través de su campaña Red to Blue. El exvicepresidente Joe Biden llamó para felicitar a McGrath.
En las elecciones generales de noviembre de 2018, McGrath fue derrotada por Barr. Ganó el 51 % de los votos frente al 47,8% de McGrath.

## Campaña al Senado de los Estados Unidos de 2020
El 9 de julio de 2019, McGrath anunció en Twitter que se postulaba para el Senado de los Estados Unidos por Kentucky en las elecciones de 2020, desafiando al actual senador Mitch McConnell, republicano y Líder de la Mayoría. McGrath recaudó $ 3.5 millones en su primera semana. En su video de lanzamiento, McGrath afirmó que "poco a poco, año tras año, [McConnell ha] convertido a Washington en algo que todos despreciamos, donde la disfunción y el caos son armas políticas".
McGrath respaldó a la campaña presidencial 2020 de Joe Biden antes de los caucus del Partido Demócrata en Iowa.
La campaña de McGrath informó haber recaudado $ 12.8 millones en el primer trimestre de 2020, superando a McConnell, quien informó recaudar $ 7.4 millones en el mismo período. A partir de junio de 2020, los pequeños donantes habían contribuido $43M al PAC "Amy para Estados Unidos" y $ 29M al PAC "Amy McGrath al Senado" a través de la ActBlue PAC. Los dos PAC han informado de más de 1,7 millones de donaciones individuales a través de ActBlue.
McGrath ganó la nominación demócrata con el 45% de los votos en las primarias. El porcentaje de votos de McGrath se inclinó hacia las áreas rurales: ganó todos los condados menos cinco, y esos condados se encuentran entre los más poblados de la mancomunidad. Otros candidatos en las primarias incluyeron al representante de Kentucky Charles Booker, que recibió el 43%, y al retirado Marine Mike Broihier, que ganó el 5 %. Broihier y Booker finalmente respaldaron a McGrath.
En julio de 2020, la comentarista conservadora Ann Coulter envió un par de tuits que parecían respaldar a McGrath sobre McConnell. En septiembre, McGrath recibió el respaldo del gobernador en funciones de Kentucky, Andy Beshear
En agosto, McConnell desafió a McGrath a un debate, que McGrath aceptó tentativamente al día siguiente, y convocó a un total de tres debates. Después de un mes adicional dedicado por las dos campañas a debatir los términos del debate, se acordó un debate para el 12 de octubre, a pesar de que no se cumplieron varias de las solicitudes de McGrath sobre los moderadores y participantes del debate.

## Posiciones políticas

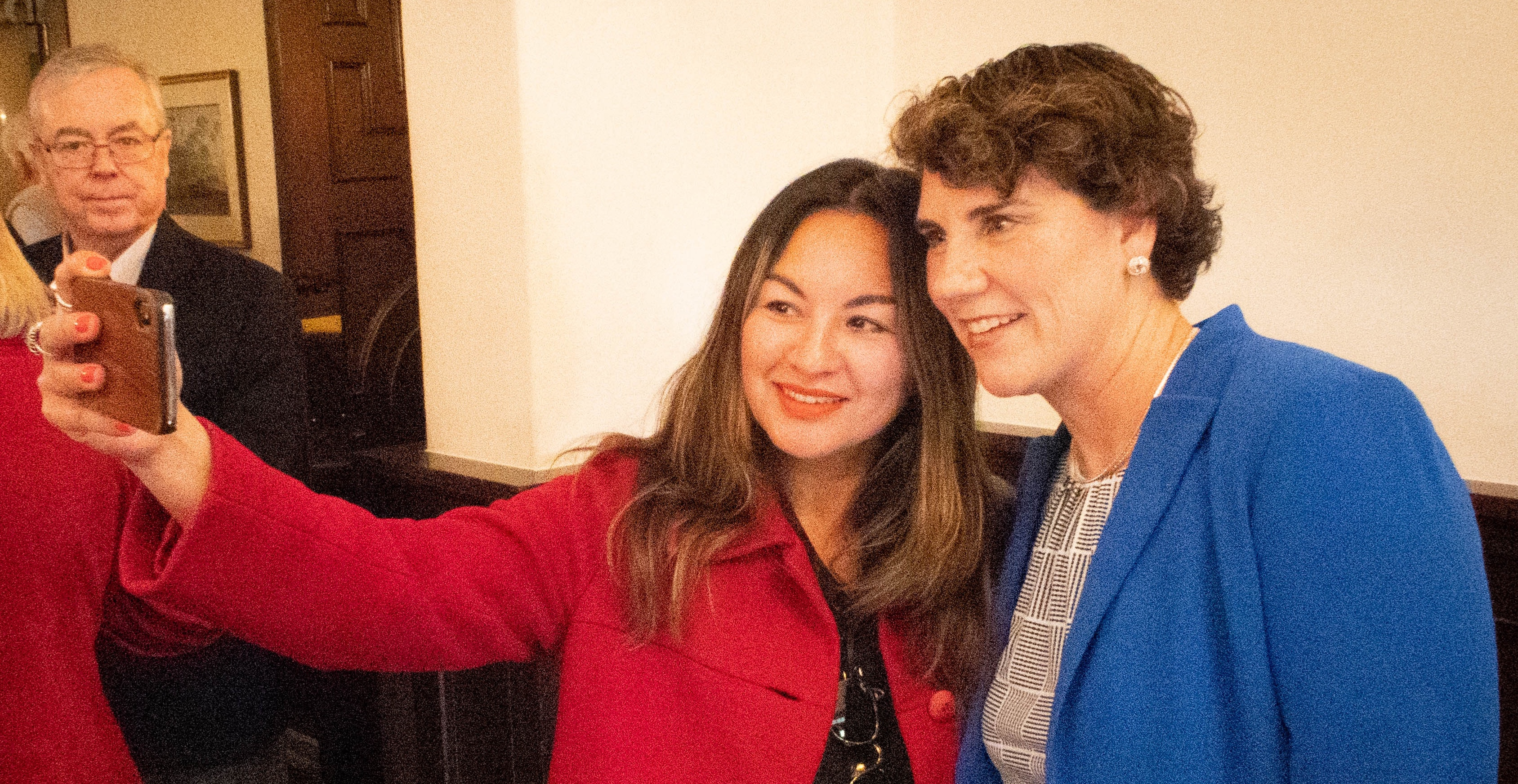
McGrath con una partidaria en un evento de campaña, 2019

En sus elecciones a la Cámara de Representantes de 2018 y al Senado de 2020, McGrath se ha identificado como una demócrata moderada. McGrath se considera una conservadora fiscal. Los medios de comunicación de izquierda, incluida Rolling Stone, han criticado a McGrath por ser demasiado conservadora, igual que sus oponentes primarios progresistas, Charles Booker y Mike Broihier.
McGrath ha declarado: "Quiero hacer lo mejor para Kentucky, y cuando el presidente Trump tenga buenas ideas, estaré con ellas". Para mí no se trata de tu partido político, no se trata de vestir una camiseta roja o azul".

### Salud
McGrath apoya la Ley del Cuidado de Salud a Bajo Precio (ACA) y los esfuerzos para preservarla y mejorarla. Ella ha dicho "tenemos un sistema de atención médica muy complejo en Estados Unidos y ahora mismo tenemos la Ley de Atención Médica Asequible, que entró en vigencia hace unos años... Creo que, como ocurre con todas las leyes importantes de este país, deberíamos intentar que funcione ". Ella ha manifestado su apoyo a una opción pública de atención médica, similar al plan de seguro ofrecido a los veteranos militares, y también ha dicho que apoya permitir que las personas mayores de 55 años opten por Medicare. McGrath se opone al Medicare for All, diciendo que prefiere mejorar la ACA y que se opone a la abolición del seguro médico privado. Durante su campaña a la Cámara de Representantes de 2018, había indicado que le gustaba la idea de planes de salud de pagador único, pero pensaba que simplemente no eran factibles.

### Economía
McGrath se opuso a la Ley de Empleos y Reducción de Impuestos de 2017. Ella favoreció hacer permanentes los recortes de impuestos temporales para la clase media contenidos en el proyecto de ley.
McGrath apoya la inversión en infraestructura en el este de Kentucky para compensar los impactos económicos del continuo declive de la industria del carbón.

### Medio ambiente
McGrath ha calificado el cambio climático como "un hecho" y dijo que "perturba el medio ambiente" y daña la economía.

### Armas
McGrath ha manifestado su apoyo a la Segunda Enmienda y el derecho a portar armas, señalando que ella "fue al combate con un 9 milímetros atado a mi pecho y un cañón de 20 milímetros en la parte delantera de mi jet". Ella está a favor de verificaciones de antecedentes más estrictas sobre la venta de armas de fuego, así como "prohibir las ventas a aquellos en listas de vigilancia de terroristas y continuar la investigación federal sobre la epidemia de violencia armada".

### Relaciones raciales
En una reunión de agosto de 2020 con líderes eclesiásticos negros, McGrath manifestó su apoyo a las reformas policiales generalizadas, incluido el financiamiento federal para cámaras corporales, que requieren investigaciones independientes sobre tiroteos involucrados por oficiales y la creación de una base de datos nacional de oficiales de policía que son despedidos por mala conducta.

### Inmigración
McGrath ha pedido una reforma migratoria integral. McGrath se opone a construir una barrera física o muro a lo largo de toda la frontera de Estados Unidos con México, diciendo que sería "muy costoso" y no "efectivo", y que "tomaría décadas construirlo y luego se puede derrotar con una escalera". Podemos asegurar nuestra frontera con mejor tecnología "como patrullas con drones. En un debate en KET durante las primarias demócratas de su campaña de 2018, McGrath mostró su voluntad de comprometerse en cuestiones de inmigración. Se opone a la abolición del Servicio de Inmigración y Aduanas .

### Otros problemas domésticos
McGrath apoya el derecho al aborto,  aunque se opone a los abortos tardíos. En general, ella favorece el status quo con respecto a las restricciones al aborto, diciendo que "[actualmente] existen suficientes restricciones sobre el aborto y son razonables".
McGrath se opone a la matrícula universitaria gratuita pagada por el gobierno.
McGrath apoya los límites a los mandatos de cargo de elección popular. Específicamente, un representante de su campaña de 2020 dijo que McGrath apoya "firmemente" un límite de 2 mandatos en el Senado.

### Política exterior
En 2016, McGrath fue autora de un editorial para la revista Foreign Policy, en el que pedía una investigación exhaustiva del proceso de toma de decisiones que llevó a cabo el gobierno de Estados Unidos antes de entrar a la guerra de Irak, similar al Informe Británico Chilcot. Citó las "siete investigaciones,... 33 audiencias y... casi $ 7 millones que examinaron cada faceta del desastre en Bengasi, Libia, en el que murieron cuatro estadounidenses ", y lo contrastó con los "4.806 estadounidenses y miembros de la coalición muertos y 32.246 heridos "y un estimado de $ 3 billones gastados durante la guerra de Irak, sin ninguna investigación.

## Vida personal
McGrath se inspiró para convertirse en aviadora militar a temprana edad, especialmente después de visitar el Museo Nacional de la Fuerza Aérea de los Estados Unidos. Ella dijo que se inspiró para ser piloto de combate cuando estaba en séptimo grado en la escuela secundaria, estudiando aviación en la Segunda Guerra Mundial, y su familia a menudo visitaba la Base de la Fuerza Aérea Wright-Patterson.
A la edad de 12 años, McGrath escribió a su representante y a sus dos senadores para preguntar por qué no se permitía a las mujeres convertirse en pilotos de combate. Ninguno de los senadores respondió, y su congresista dio una respuesta condescendiente, por lo que McGrath escribió a todos los miembros del Comité de Servicios Armados de la Cámara para pedir un cambio en la ley. La congresista Pat Schroeder le respondió, animándola a seguir trabajando por sus sueños, y dijo que el Congreso estaba trabajando en el tema.
En 2009, McGrath se casó con el ahora retirado teniente comandante naval Erik Henderson. La pareja tiene tres hijos. Henderson es un republicano de toda la vida. La familia vive en Georgetown, Kentucky.
En abril de 2017, el padre de McGrath murió de cáncer a la edad de 76 años.

## Honores y premios
McGrath ha recibido los siguientes premios y reconocimientos.
| Cinta                       | Descripción                                            | Notas                   |
| Cinta del MSM               | Medalla de servicio meritorio                          |                         |
| Cinta de la medalla de aire | Medalla de aire                                        | Beneficiaria ocho veces |
| Cinta del NMCCM             | Medalla de elogio de la Armada y el Cuerpo de Marines  |                         |
| Cinta del NAM               | Medalla por logros de la Armada y el Cuerpo de Marines |                         |
| Cinta de la PUC             | Citación de Unidad Presidencial                        |                         |
| Cinta del ICM               | Medalla de la campaña de Irak                          |                         |
| Cinta del ACM               | Medalla de la campaña de Afganistán                    |                         |

Además, McGrath fue incluida en el Salón de la Fama de la Aviación de Kentucky el 12 de noviembre de 2016.

## Obras y publicaciones
- McGrath, Maj Amy 'Krusty' (March 2013). «Women in Combat: The Bogus Old Arguments Rise Again (A Rebuttal)». Marine Corps Gazette 97 (3). Archivado desde el original el 8 de julio de 2018. Consultado el 8 de julio de 2018.
- United States Marine Corps (1 de marzo de 2013). United States Marine Corps Interagency Integration Strategy. Marine Corps Service Campaign Plan Annex V. Archivado desde el original el 15 de diciembre de 2016. Consultado el 6 de octubre de 2020.
- McGrath, Amy (May 2014). More for Less: Protecting America's Security Interests Through Soft Power Programs (Thesis/dissertation). Baltimore, MD: Johns Hopkins University. ISBN 9780811735667. OCLC 892343270.McGrath, Amy (May 2014). More for Less: Protecting America's Security Interests Through Soft Power Programs (Thesis/dissertation). Baltimore, MD: Johns Hopkins University. ISBN 9780811735667. OCLC 892343270. McGrath, Amy (May 2014). More for Less: Protecting America's Security Interests Through Soft Power Programs (Thesis/dissertation). Baltimore, MD: Johns Hopkins University. ISBN 9780811735667. OCLC 892343270.